# Waterlooplein

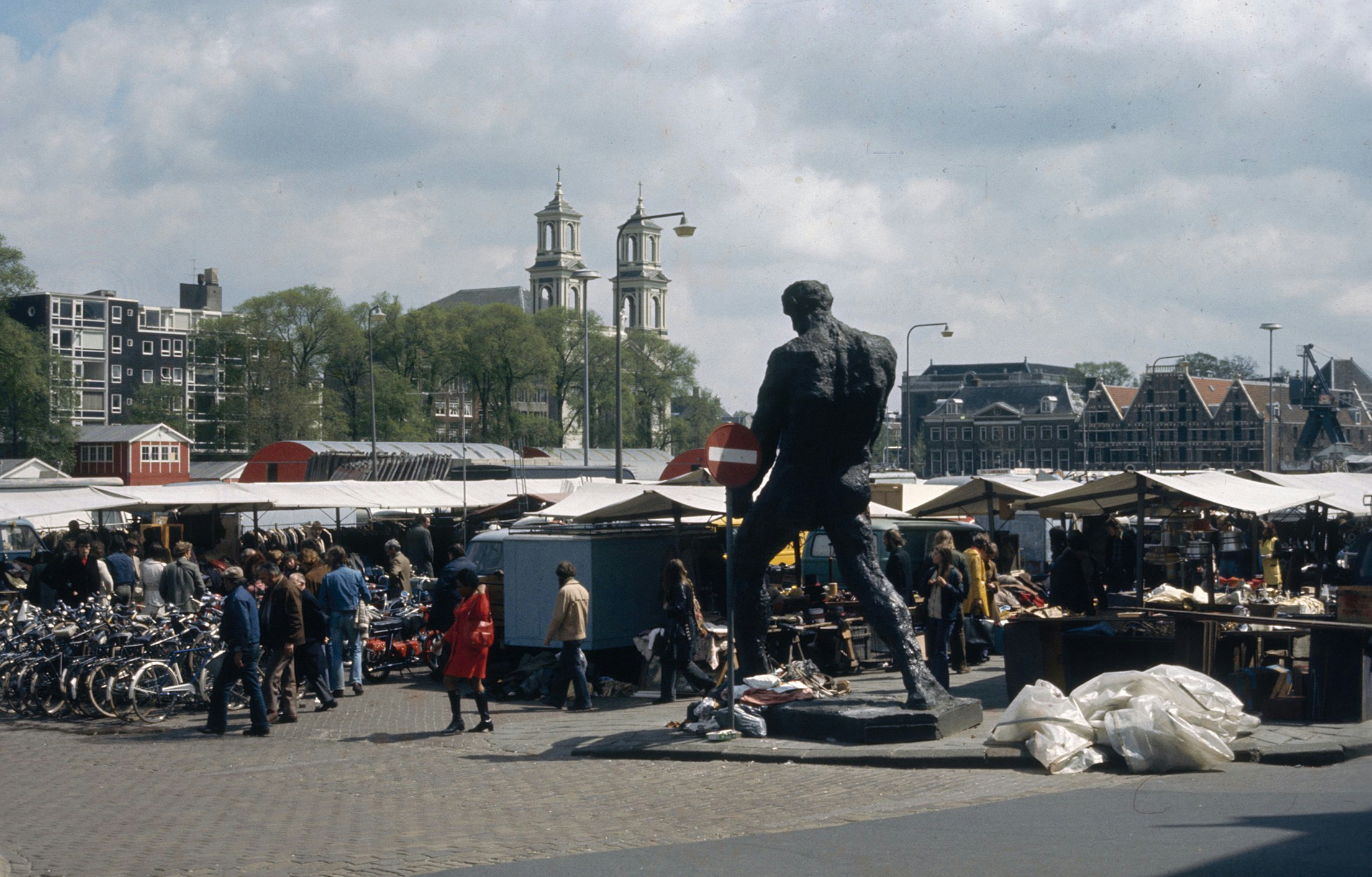
Waterlooplatz (1975)

Der Waterlooplein ist ein Platz in Groot Waterloo Bezirk der niederländischen Hauptstadt Amsterdam. Am Platz und dem angrenzenden Zwanenburgwal wird sechs Tage in der Woche ein Flohmarkt abgehalten. Es gibt dort rund 300 Verkaufsstände. Am Sonntag ist der Markt geschlossen.
Der Waterlooplein, benannt nach der Schlacht bei Waterloo, entstand 1882, als die Leprozengracht und die Houtgracht aufgefüllt wurden. 1893 wurden die jüdischen Händler in der nahegelegenen Jodenbreestraat und Sint Antoniebreestraat vom Stadtrat angewiesen, ihre Marktstände hierher zu verlegen, und der dadurch entstehende Markt war ausgenommen am Sabbat täglich geöffnet. Es gibt einige Volkslieder über den Platz. Unweit des Platzen befinden sich Het Muziektheater, im Volksmund Stopera genannt, und die Blauwbrug, eine Brücke über den Fluss Amstel. 

Bis zum Zweiten Weltkrieg gehörte der Waterlooplein zur Jodenbuurt („Judenviertel“) in Amsterdam.

Flohmarkt auf dem Waterlooplein
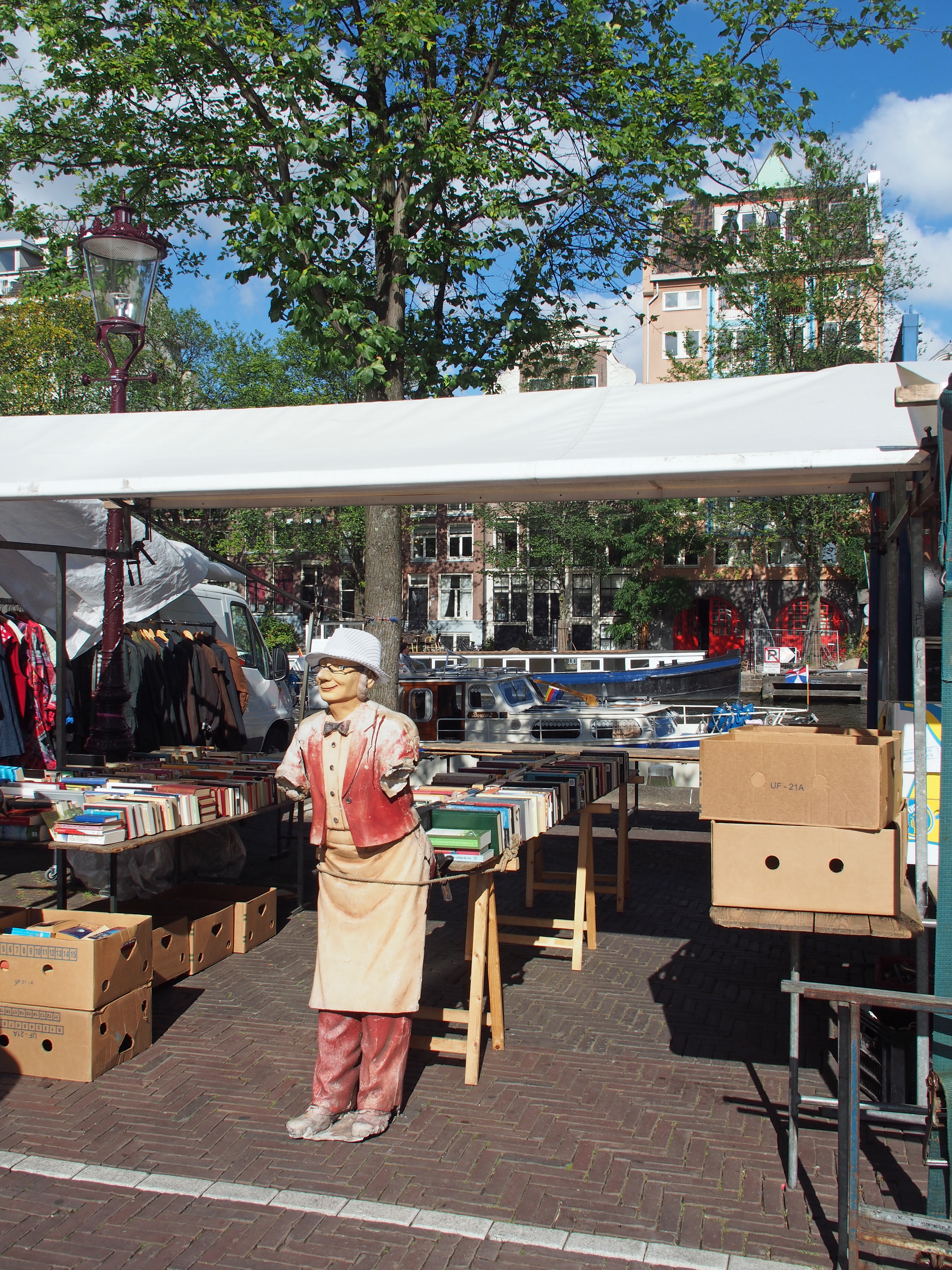
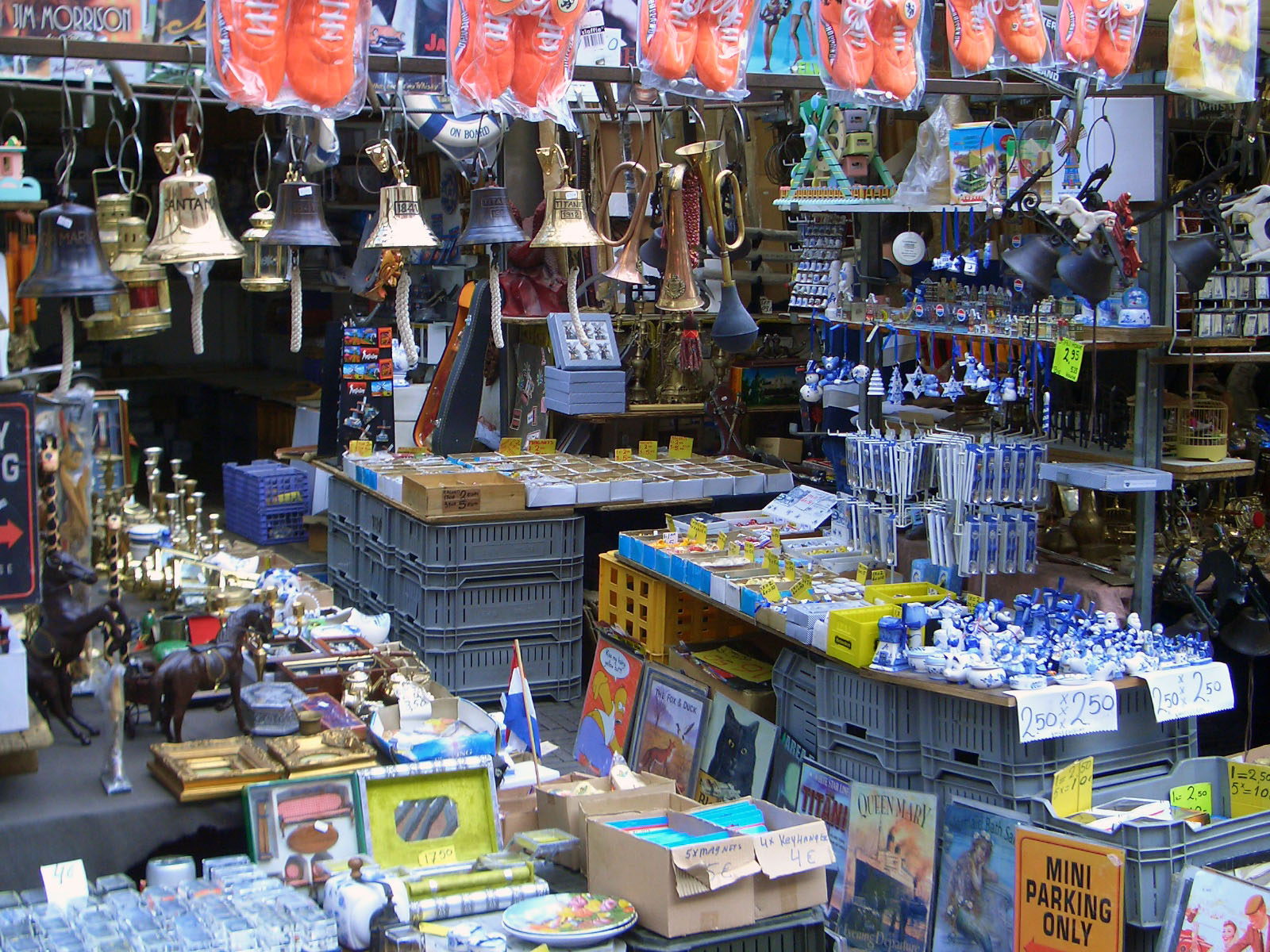
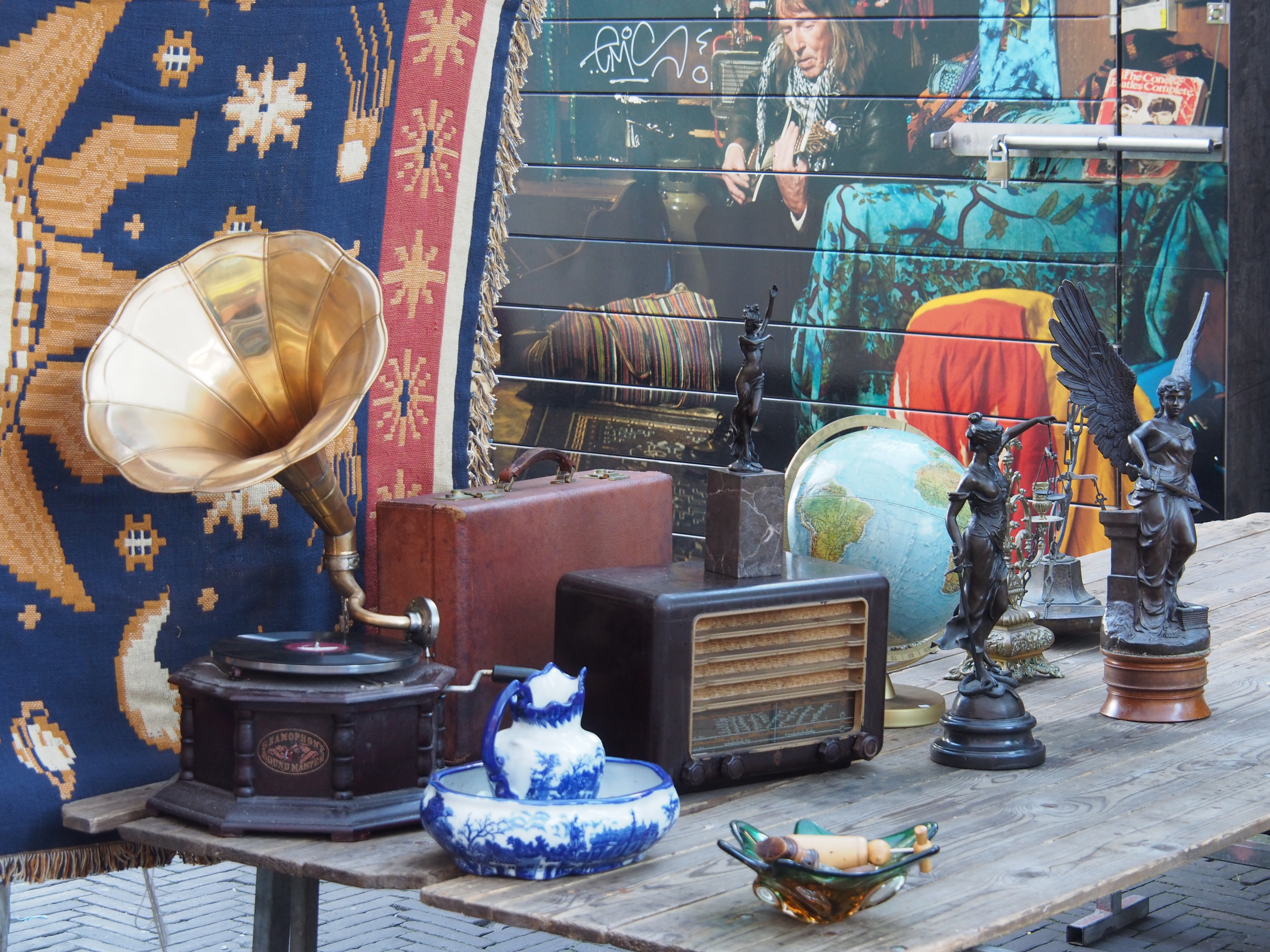
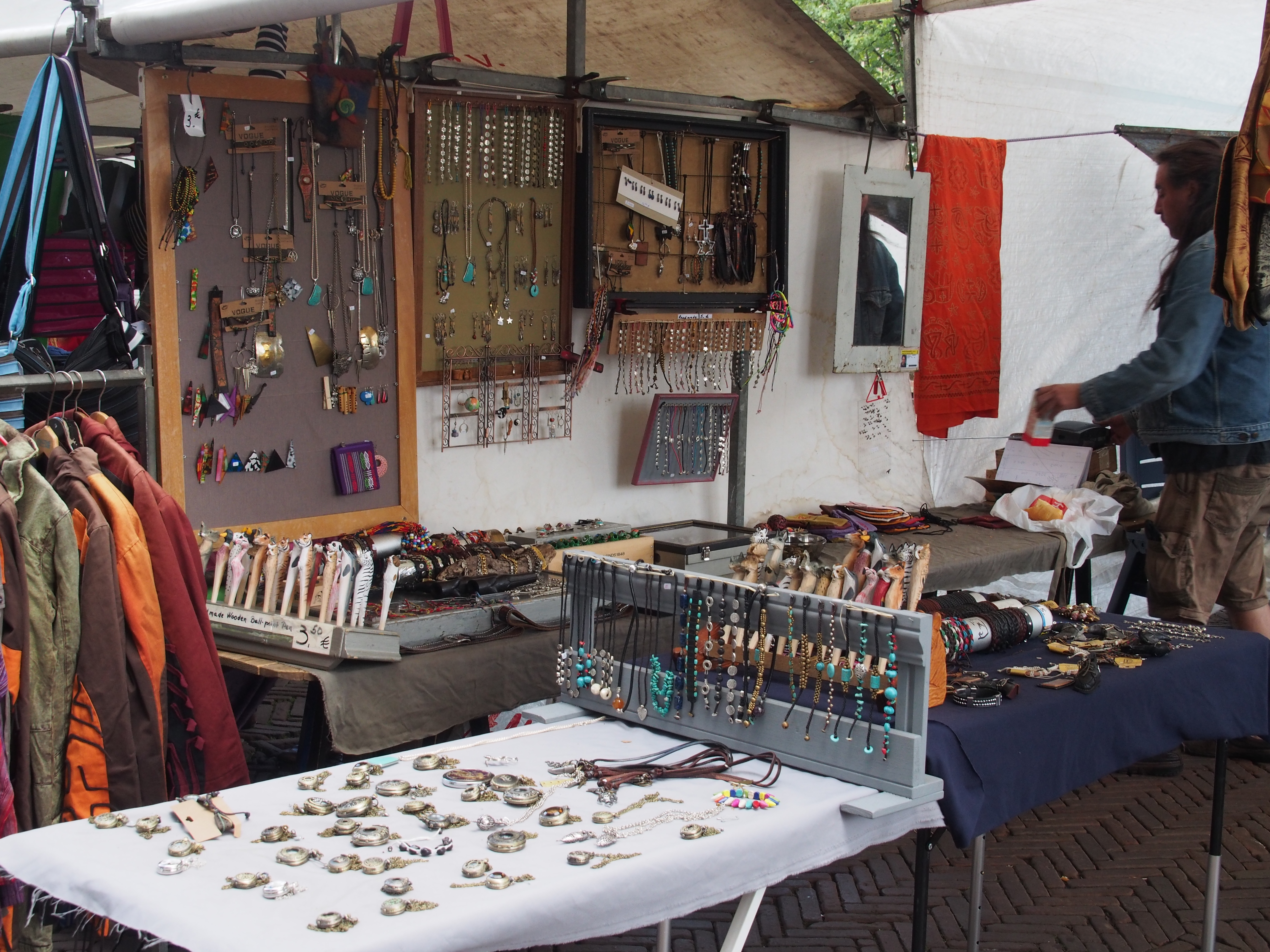